# Alcoholisme

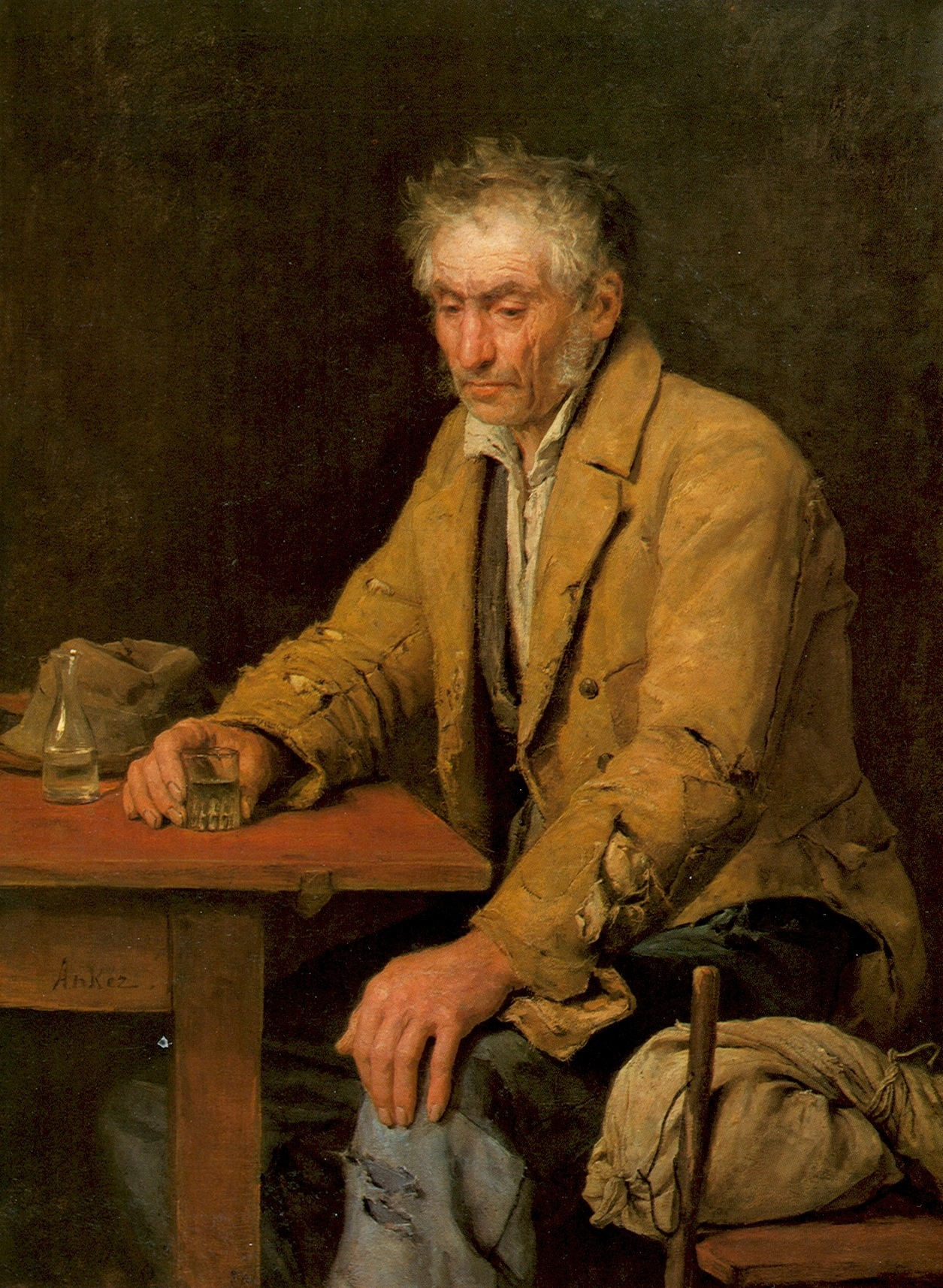
De drinker van Albert Anker uit 1868

Alcoholisme, drankzucht, of, volgens DSM-5-TR, een stoornis in het gebruik van alcohol, is de verslaving aan alcohol en consumptie van alcoholhoudende drank. De verslaafde kan niet meer stoppen met het gebruik en drinkt zoveel dat de gezondheid, het werk en het sociaal leven eronder lijden. Waar verslaving aan de meeste andere drugs (met uitzondering van roken) zich meestal beperkt tot groepen ter grootte van minder dan 1 promille van de bevolking, is alcoholisme een wijdverbreid verschijnsel dat enkele procenten ervan treft.
Alcoholisme kan gezien worden als een progressieve aandoening die meestal geleidelijk ontstaat. Men begint met af en toe een drankje voor de gezelligheid of ter ontspanning; na verloop van tijd neemt de frequentie van die drinkmomenten toe en uiteindelijk komt de persoon in kwestie (of diens omgeving) tot de ontdekking dat men niet (of minder goed) meer kan functioneren zonder gedronken te hebben. Gedragingen worden in steeds sterkere mate door de drank beïnvloed, en kunnen leiden tot onder meer plichtsverzuim, verwaarlozing, ruzie en geheugenstoornissen. Alcoholisme heeft duidelijk kenmerken van het gebruik van een harddrug, zoals het verslavingsgedrag en de ernstige gevolgen voor de gezondheid.

## Voorkomen

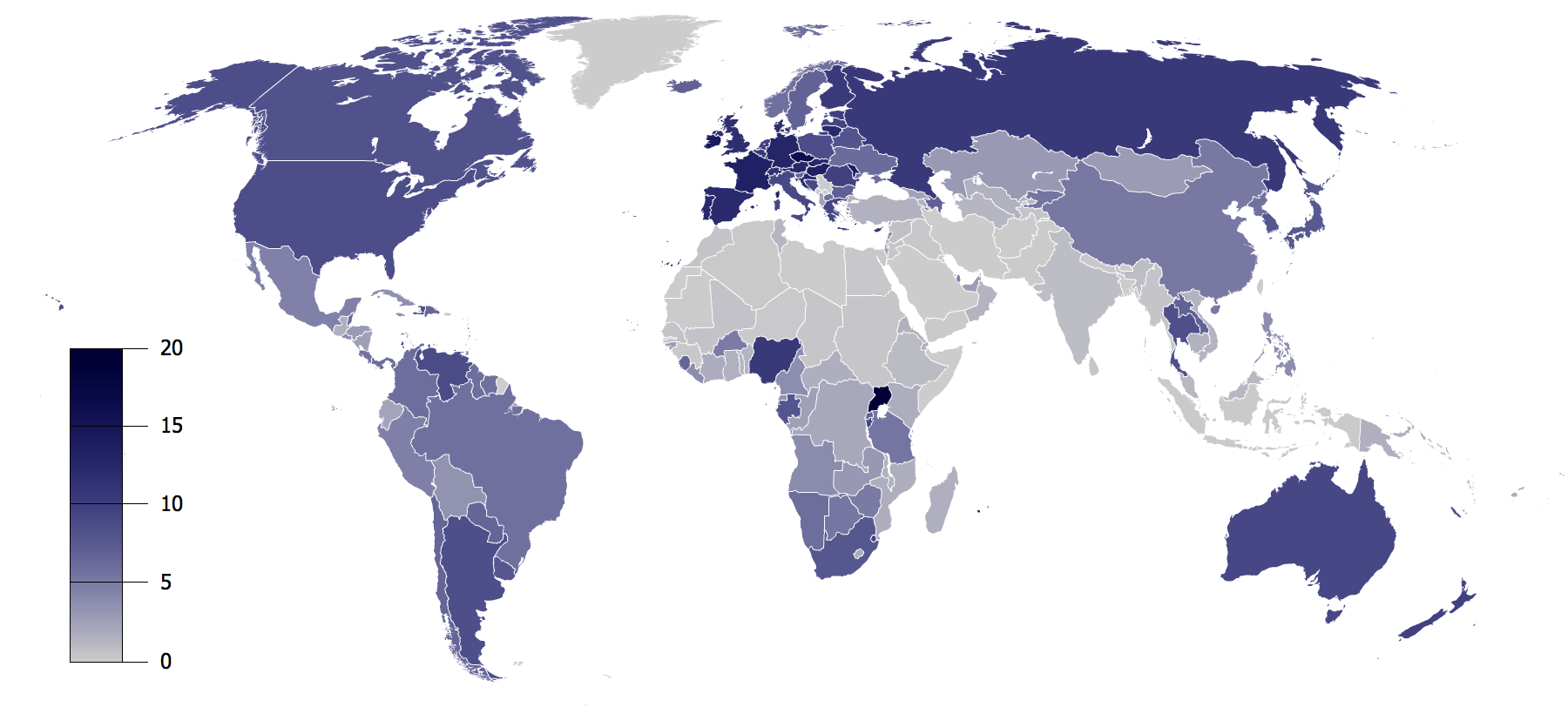
Alcoholconsumptie per persoon (16 jaar en ouder) (2004)

Afhankelijk van de gebruikte definitie van alcoholisme en het daaraan voorafgaande probleemdrinken zijn er in Nederland ongeveer 380.000 alcoholisten (2,7% van de volwassen bevolking) en 420.000 probleemdrinkers (3%); dit is een schatting uit 2007. Sommige bronnen spreken van een totaal van 800.000 probleemdrinkers (5,7% tussen 3-8 glazen per dag) en ruim 450.000 verslaafden (3,2% meer dan 8 glazen per dag). 
De Gezondheidsmonitor van 2012 geeft aan dat ruim 10% van de Nederlanders van 19 jaar en ouder minstens een keer per week meer dan vier (bij vrouwen) of zes (bij mannen) glazen alcohol drinken.
In Vlaanderen vertonen onderzoeken gelijklopende cijfers. Sommige cijfers liggen hoger. Zo spreekt een studie uit 2004 van het Hoger instituut voor de arbeid (Hiva) over zo'n 800.000 Belgen die te veel alcohol drinken, op een bevolking van ca. 10 miljoen. 
Wereldwijd ziet men dat alcoholisme vooral voorkomt in landen waar alcohol legaal, maatschappelijk geaccepteerd en (dus) makkelijk verkrijgbaar is. In noordelijke, koude streken wordt meer gedronken. In islamitische landen is alcoholgebruik en dus alcoholisme beperkt ten gevolge van het feit dat de islam het ontmoedigt; alcohol is in veel islamitische landen verboden.

## Maatschappelijk geaccepteerde drug
Alcohol is in tal van landen een maatschappelijk geaccepteerde drug. Daardoor wordt alcoholisme niet snel herkend en is de grens tussen gezelligheids- en probleemdrinken vaag. Bovendien is alcohol gemakkelijk verkrijgbaar; bij iedere supermarkt is bier en wijn te koop en buiten Nederland wordt ook sterkedrank 'gewoon' in de supermarkt verkocht. Veel mensen, bijvoorbeeld studenten, drinken jarenlang erg veel, maar weten indien nodig ook van de drank af te blijven. Niettemin verlaat ieder jaar een aantal studenten de universiteit als alcoholist.

### Alcohol als nationale drug
Alcohol wordt soms de 'nationale drug' genoemd: 'drug' omdat het een duidelijke uitwerking op de psyche (geest) heeft; 'nationaal' omdat het een aanvaard onderdeel van onze cultuur is. Alcohol wordt al erg lang gedronken. Niemand kijkt ervan op als er een glaasje gedronken wordt. Het is in de Westerse maatschappij in bijna alle sociale geledingen geaccepteerd.
Alcohol wordt vaak in verband gebracht met gezelligheid. Dat wordt van kinds af aan al opgeslagen in de hersenen. Dit positieve beeld, dat vaak toeneemt in de tienerjaren, verhult meestal de negatieve kanten zoals agressie, verkeersongelukken, vandalisme en mishandeling onder invloed van alcohol. Hoe meer men drinkt, hoe minder men in staat zal zijn normaal te blijven functioneren. Men gaat zichzelf overschatten en dingen doen, vaak ook in groepsverband, die men nuchter nooit zou doen.
De maatschappelijke schade ten gevolge van alcoholgebruik is vele malen groter dan die van alle andere drugs bij elkaar.

### Alcohol als gif en harddrug
Een aantal gevaren van lichamelijke beschadigingen (bijvoorbeeld leveraandoeningen) en acute vergiftigingsverschijnselen (dronken zijn) zijn algemeen bekend. Vanwege de sociale acceptatie van alcohol wordt vaak vergeten dat het in feite een gif is waar lichaam en geest zich langzaam bij gaan aanpassen. Voor sommigen eindigt dit dus met alcoholisme. Men zegt wel dat alcoholverslaving een ziekte is die vooral 'tussen de oren' zit, ofwel grotendeels psychisch is. Hiermee wordt aangegeven dat drinken aangeleerd gedrag is, overgenomen van andere drinkende mensen. Vaak is er een aanleiding om meer te gaan drinken dan anderen, maar dit hoeft niet per se zo te zijn. Hoe ziek een alcoholist ook is, hij of zij blijft iets positiefs in de drank zien. De hele geest en het hele lichaam zijn op alcohol drinken ingesteld. Als een drinker stopt maar een positief beeld blijft houden van de alcohol, dan is de kans op terugval erg groot, vooral in de eerste paar maanden.
Van alcohol kan worden gezegd dat het een 'harddrug' is, er treedt duidelijk gewenning op en gebruik kan tot afhankelijkheid leiden. De kenmerken van harddrugs zijn ook van toepassing op alcohol, chemisch gezien onderscheidt het zich niet van andere verslavende stoffen. Maatschappelijk gezien is alcohol, in tegenstelling tot andere harddrugs, een door het overgrote deel van de samenleving geaccepteerd genotsmiddel.

## Functioneren bij langdurig drinken
Mensen die langdurig veel drinken, gaan minder goed functioneren op het werk, in hun relatie en ook lichamelijk en geestelijk. Ontslag, werkloosheid, echtscheiding en dakloosheid kunnen het gevolg zijn.
De organen van het menselijk lichaam zoals de lever krijgen het bij een gebruik van meer dan 15 glazen per week al zwaar te verduren. De lever kan vervetten, of er kan levercirrose optreden. Ook de hersenen hebben te lijden van alcoholgebruik; een neuronale aandoening als het syndroom van Korsakov kan het gevolg zijn. Andere lichamelijke problemen die zich kunnen ontwikkelen zijn een teveel aan ijzer in het lichaam (hemochromatose) en een verhoogd risico op diabetes (suikerziekte). Aandoeningen als alvleesklierontsteking en maagontsteking komen bij alcoholisten vaker voor. Omdat alcoholisten minder aandacht aan (gezonde) voeding besteden en de alcohol het hongergevoel onderdrukt, is er een grote kans op gezondheidsklachten door eenzijdige voeding.

## Kwade dronk
Een verschijnsel onder met name frequente gebruikers is de zogenaamde kwade dronk, waarbij drinkers agressief kunnen worden na consumptie van een bepaalde hoeveelheid alcohol. Er volgen dan soms voor anderen onnavolgbare, irrationele woede-aanvallen. Dit zou verband houden met individuele genetische verschillen en het effect van alcohol op de hersenen, waarbij de balans tussen neurotransmitters in bepaalde hersengebieden wordt verstoord. Uit een Fins onderzoek uit 2008 blijkt dat personen met een hyperactief MAO-A gen vaker agressief gedrag vertonen na alcoholconsumptie. MAO is een enzym dat onder meer neurotransmitters afbreekt. MAO-A betreft een variant die vooral de neurotransmitters serotonine en noradrenaline afbreekt. Personen met een hyperactief MAO-A gen zouden meer MAO-enzymen produceren en daardoor in hun hersenen sneller neurotransmitters als serotonine en noradrenaline afbreken en agressief gedrag vertonen.

## Verslaving
Er zijn meerdere oorzaken waardoor een persoon verslaafd kan raken:
- Persoonlijke oorzaken: zoals karakterstructuur, gevoeligheid voor spanningen, persoonlijkheidsstoornissen, opvoeding, problemen thuis of op het werk.
- Medische oorzaken: om chronische pijnen tijdelijk te vergeten en/of verlichten.
- Invloed omgeving: hoe gemakkelijker er met alcohol wordt omgegaan en/of hoe gemakkelijker alcohol verkrijgbaar is des te eerder kan alcoholgebruik leiden tot misbruik en op den duur tot verslaving. Alcoholgebruik kan onderdeel van de cultuur van een land of streek zijn geworden (Rusland, Noord-China en ook West-Europa) of daarentegen juist daardoor ontmoedigd worden (islam, christelijke geheelonthouding). Verder kan de persoonlijke omgeving een rol spelen (bijvoorbeeld het hebben van vrienden, familie of een partner die veel drinken dan wel alcohol rigoureus afwijzen).
- Erfelijkheid: alcoholproblemen ontstaan door een combinatie van factoren. Erfelijkheid kan hierbij een rol spelen. De meeste kinderen van ouders met alcoholproblemen krijgen zelf géén alcoholproblemen. Ze hebben wel meer kans op deze problemen dan andere kinderen. Door erfelijke aanleg lopen ze namelijk iets meer risico. Maar erfelijkheid is nooit de enige reden dat iemand alcoholproblemen krijgt. Het karakter van iemand en hoe hij omgaat met problemen zijn ook van invloed.
- Er hoeft niet altijd sprake te zijn van een specifieke oorzaak. Alcohol is een giftige stof waarvan het gebruik in tal van landen sociaal is geaccepteerd. Het is vaak makkelijker wel dan niet met alcohol in aanraking te komen. Een persoon die niet meer of minder problemen heeft dan de gemiddelde mens en zonder specifieke aanleg kan in principe ook verslaafd raken. Men raakt gewend aan het drinken van alcohol, dat wil zeggen dat in de loop der jaren de tolerantie toeneemt. Uiteindelijk blijkt dan dat men ernstige moeite heeft de alcohol te laten staan en is men  verslaafd, lichamelijk en geestelijk. De problemen ontstaan in zo'n geval pas na enkele tot vele jaren drinken, zonder dat er echt een externe reden was om meer of veel te gaan drinken.[8]

## Ontwenning
Veel alcoholisten ontkennen hun drankprobleem lange tijd en ook de problemen waardoor ze zijn gaan drinken en die in stand worden gehouden door het drinken. Vaak wordt gezegd dat men niet kan genezen van alcoholisme: "eens een alcoholist, altijd een alcoholist". Wel kan men de verslaving onder controle krijgen. Een "droogstaande alcoholist" moet altijd waakzaam blijven en iedere alcoholische consumptie kan de eerste van een terugval in het oude gedrag zijn. Het "droog worden" gebeurt vaak door middel van een ontwenningskuur. Ontwenningsklinieken, doktersbegeleiding en/of bezoeken aan A.A. (Anonieme Alcoholisten) of SOS-nuchterheid kunnen bij ontwenning hulp bieden. Ook zal men in sommige gevallen ander werk moeten zoeken. Barman, ober en dergelijke zijn geen goede beroepen voor iemand die een alcoholprobleem heeft.
Het middel disulfiram maakte vaak deel uit van een ontwenningskuur, het diende onder toezicht te worden ingenomen. De stof zorgt ervoor dat men na alcoholgebruik doodziek wordt. Hiermee hoopt men een negatieve associatie met alcohol te bewerkstelligen waardoor de verslaafde een aversie tegen alcoholische drank opbouwt. De werking van dit mechanisme blijkt in de praktijk beperkt. Disulfiram wordt daarom eigenlijk alleen nog voorgeschreven als men daadwerkelijk gemotiveerd is te stoppen met drinken en daarbij een extra steun in de rug wenst.
Een relatief nieuwe wijze van omgaan met alcohol of drugs na een ontwenningskuur gaat niet uit van abstinentie en behoeft geen therapeutische begeleiding. Ze maakt gebruik van het middel naltrexon. Onder andere de sinclairmethode werkt hiermee.
Bij gebruik van het middel tezamen met alcohol mist men de roes waardoor de behoefte aan alcohol kan afnemen. Het is bij 10-20 % van de alcoholisten een succes.

## Stadia in de ontwikkeling van alcoholisme

### Sociale drinker
De sociale drinker heeft weinig problemen met alcohol en schenkt er niet veel aandacht aan. Een sociale drinker heeft zijn drankgebruik onder controle. Voor deze mensen is het drinken van alcohol van secundaire betekenis. De interactie met andere mensen bij het feestje, de maaltijd, de conversaties zijn interessant, niet het drinken van alcohol. Toch kan hij of zij onbedoeld meer drinken dan voorgenomen is. Dit komt doordat na het nuttigen van alcohol de manier van denken verandert. Een sociale drinker kan zich voornemen twee biertjes te nemen, omdat hij of zij nog moet rijden, maar in sommige gevallen zullen het er toch drie worden of soms meer. Er zijn ook nogal wat mensen die denken hun alcoholgebruik onder controle te hebben, maar toch excuses gebruiken zoals: "het is al een uur geleden dat ik de laatste heb genomen, dus ik kan wel rijden".

### Eerste stadium
Het eerste stadium van alcoholisme ervaart men wanneer men problemen heeft gerelateerd aan alcoholgebruik. Men gaat soms stiekem drinken, zich schuldig voelen over het drinken en er veel aan denken. Familie en vrienden beginnen zich zorgen te maken over de consumptie van alcohol. Drinken tot men helemaal dronken is, achteraf het zich niet herinneren, de zogenaamde black-out en toenemende tolerantie (meer moeten drinken voor hetzelfde effect) zijn de eerste tekenen van alcoholisme. Men begint het gezelschap te zoeken van de zwaardere drinkers en activiteiten te mijden waar geen alcohol wordt gedronken. Men krijgt problemen op het werk, zoals laatkomen of taken niet goed uitvoeren. Vooral gevoelige personen krijgen hevige angst en spanning als ontwenningsverschijnsel wat pas verdwijnt na het nuttigen van meerdere consumpties. Ook een tremor (beven/trillen met onder andere de handen) komt vaak voor, vooral als men ook niet (meer) voldoende eet.

### Middenstadium
Het middenstadium van alcoholisme kenmerkt zich door een steeds meer onbeheersbare levenssituatie. De alcoholist blijft echter ontkennen dat er problemen zijn. Er wordt steeds meer gedronken dan de bedoeling was. Er wordt gedronken om schuldgevoelens of gevoelens van depressie en ongemak te onderdrukken, en 's morgens om een kater en ontwenningsverschijnselen, zoals beven en hevige angst, te voorkomen of te verminderen. Een arts zal suggereren dat alcoholconsumptie moet stoppen. De persoon zal het proberen, maar vaak zonder succes. Er is vaak sprake van verlies van baan, medische problemen en familieproblemen.

### Gevorderd stadium
In het late stadium van alcoholisme is het dagelijkse leven geheel onbeheersbaar. Medische problemen zoals leveraantasting, pancreatitis, zenuw- en spierschade, hoge bloeddruk en interne bloedingen kunnen het gevolg zijn. Het hart en de hersenen worden aangetast met als resultaat hartaanvallen of beroerte. Ook is er een toename van depressie, slapeloosheid en zelfmoordneigingen. Psychische stoornissen zoals achtervolgingswaanzin kunnen ontstaan, die overigens meestal weer verdwijnen als men is afgekickt van de alcohol. Een epileptisch insult bij het plotseling staken van alcoholgebruik kan bij alcoholisten voorkomen. Sommige alcoholisten worden hevig bevend wakker en hebben 's nachts al een glas met bijvoorbeeld jenever klaargezet omdat zij door het beven 's ochtends de fles niet meer open kunnen krijgen. Pas na het drinken van een tot drie glazen komt het beven weer tot rust en moet de alcoholist vaak weer op pad naar de slijterij. De volgende dag herhaalt het hele ritueel zich weer. Vaak hebben zware alcoholisten nog maar een of twee uur per dag plezier van de alcohol. De rest van de dag zijn ze bezig de ontwenningsverschijnselen tegen te gaan en om zich staande te houden en het voor de buitenwereld te verbergen. 
Vaak is er nog maar weinig contact met familie of vrienden en zit men achter de gesloten gordijnen of in de kroeg te 'zuipen'. Soms verwaarloost de alcoholist zichzelf of komt op straat terecht. Dit zijn vaak de mensen die als 'alcoholist' worden gezien terwijl er veel meer alcoholisten zijn, die het verborgen proberen te houden en vaak nog onderdak en nette kleren hebben. Bij hardnekkig alcoholisme eindigt het ten slotte in aandoeningen zoals levercirrose vaak eindigend met de dood. Ook het syndroom van Korsakov, ook wel bekend als alcoholdementie komt veel voor bij zware alcoholisten. Dit tast vooral het kortetermijngeheugen aan.

## Hoeveel is veel
Het drinken van drie biertjes per dag wordt nog niet als alcoholisme gezien. Wel kan het een fase zijn op weg naar verslaving. Gemiddeld een op de twaalf mensen die dagelijks alcohol drinken raakt eraan verslaafd. Sowieso geldt: zelfs gebruik van weinig alcohol brengt al risico's met zich mee en kan schadelijk zijn.
Als norm voor overmatig alcoholgebruik geldt 21 standaardglazen per week voor mannen en 15 glazen per week voor vrouwen. Voorwaarde is wel dat in die week twee dagen geen alcohol gedronken wordt. De reden voor de verschillende normen voor mannen en vrouwen is de bouw van het lichaam. Het lichaam van een vrouw bevat meer vet en minder spieren. Spierweefsel bevat meer vocht dan vet, waardoor mannen relatief meer vocht in het lichaam hebben dan vrouwen. Omdat alcohol in het lichaam verdund wordt door het aanwezige vocht, leidt eenzelfde inname van alcohol tot een hogere alcoholconcentratie bij vrouwen dan bij mannen van hetzelfde gewicht. Mede daardoor raakt een vrouw gemiddeld sneller dronken.

## Erfelijkheid
Er zijn aanwijzingen dat gevoeligheid voor alcoholisme (en andere verslavingen) mede erfelijk bepaald is.
Zo hebben tweelingstudies laten zien dat erfelijke factoren een rol spelen wat betreft afhankelijkheid en gebruik van, en problematiek rondom alcohol. Alcohol is een GABA-agonist en blijkt dopaminerge banen in het limbische systeem en prefrontale cortex te activeren. Volgens sommige onderzoekers zouden lagere dopamineniveaus in de hersenen van alcoholgevoelige individuen tot verhoogde consumptie van alcohol kunnen leiden, als vorm van compensatie. Ook moleculair-genetische studies hebben zich vooral gericht op de rol van het Dopamine-(D2)-receptorgen, ook aangeduid als het DRD2-gen. Studies van volwassenen hebben echter nog niet eenduidig een associatie kunnen vinden tussen het DRD2-gen en alcoholverslaving. Wel is recent gebleken dat adolescenten die drager waren van het DRD2A1-allel, significant meer alcohol consumeerden dan adolescenten die geen drager waren. Dit verband werd echter alleen gevonden in gezinnen waar de ouders zich tolerant opstelden ten opzichte van het alcoholgebruik van hun kinderen. Kennelijk is dus het samenspel of interactie tussen opvoeding en erfelijke aanleg bepalend voor alcoholmisbruik: genetisch kwetsbare kinderen gaan eerder alcohol drinken en ook in grotere hoeveelheden wanneer ze toegeeflijke ouders hebben.

## Dipsomanie
De term dipsomanie voor het verschijnsel van periodieke drankzucht wordt niet veel meer gebruikt. Het synoniem kwartaaldrinken wordt in het algemeen spraakgebruik nog wel gebezigd. In de medische literatuur maakt men vrijwel geen onderscheid meer met andere vormen van excessief alcoholgebruik.